# إسماعيل سوزا
إسماعيل سوزا (بالإسبانية: Victor Ismael Sosa)‏ (18 يناير 1987 بسان مارتن في الأرجنتين - ) هو لاعب كرة قدم أرجنتيني في مركز الهجوم. شارك مع منتخب الأرجنتين تحت 20 سنة لكرة القدم. أما مع النوادي، فقد لعب مع أرجنتينوس جونيورز وإنديبندينتي وغازي عنتاب سبور ونادي أونيفرسيداد كاتوليكا وأتليتكو بلاتينسي ‏ وCruz Azul (Samoa) ‏ وسان مارتين دي سان خوان.

## وصلات خارجية
- إسماعيل سوزا على موقع اتحاد تركيا (لاعب) (الإنجليزية)
- إسماعيل سوزا على موقع قاعدة بيانات كرة القدم.إي يو (الإنجليزية)
- إسماعيل سوزا على موقع Soccerway.com (الإنجليزية)
- إسماعيل سوزا على موقع عالم كرة القدم.نت (الإنجليزية)
- إسماعيل سوزا على موقع AS.com (الإسبانية)